# Lo que te conté mientras te hacías la dormida
Albums de La Oreja de Van Gogh
El Viaje de Copperpot Guapa
Lo que te conté mientras te hacías la dormida (Ce que je t'ai raconté pendant que tu faisais l'endormie) est le troisième album de La Oreja de Van Gogh sorti le 28 avril 2003.

## Titres
1. Puedes contar conmigo (Tu peux compter sur moi) 3:58
2. 20 de enero (20 janvier) 3:45
3. Rosas (Roses) 3:58
4. Deseos de cosas imposibles (Désirs de choses impossibles) 3:10
5. Geografía (Géographie) 3:19
6. Un mundo mejor (Un monde meilleur) 3:40
7. Tú y yo (Toi et moi) 3:23
8. La esperanza debida (L'espoir dû) 4:07
9. Vestido azul (Robe bleu) 3:12
10. Adiós (Au revoir) 3:49
11. Perdóname (Pardonne-moi) 3:36
12. La paz de tus ojos (La paix de tes yeux) 3:54
13. Nadie como tú (Personne comme toi) 3:26
14. Historia de un sueño (Histoire d'un rêve) 3:46
15. Bonustrack 3:05